# Chiesa di Sant'Egidio a Borgo
La chiesa di Sant'Egidio a Borgo è un luogo di culto cattolico situato nella Città del Vaticano, in via dei Pellegrini.

## Storia
Il nome di questa chiesa appare per la prima volta in documenti del XIII secolo, con la denominazione sancti Egidii extra portam Viridariam, o extra portam Auream in monte Geretulo, o ancora extra portam Viridariam in monte Geretulo.
La chiesa è affidata alle cure delle Suore Francescane Missionarie di Maria che dal 1926 sovrintendono al Laboratorio per il restauro degli arazzi del Vaticano.